# Mona Baptiste
Mona Baptiste (Trinidad, 21 juni 1928 – Krefeld, 25 juni 1993) was een uit Trinidad afkomstige Duitse blues- en popzangeres en actrice. Ze zong de hits Es liegt was in der Luft en O Jackie-Joe.

## Biografie
Baptiste zong als kind in haar thuisland en verliet de Caraïben als een gevestigde blueszangeres bij de MS Empire Windrush in mei 1948 om haar carrière in Londen voort te zetten. In 1949 zong ze met Cab Kaye and his Cabinettes, voordat ze overstapte naar het kwintet van Stéphane Grappelli. In Parijs trad ze op met Yves Montand. Na een gastoptreden in België zette ze zich in voor een aantal galavoorstellingen in Duitsland. In 1953 ontving de zangeres haar eerste platencontract van Polydor in Duitsland, waar ze titels als Merci Beaucoup en Ich hab solche Angst opnam met Werner Müller en het RIAS Tanzorchester. Tegelijkertijd was ze te zien en te horen in de muziekfilms Fräulein vom Amt (regisseur: Carl-Heinz Schroth), Tanz in der Sonne (Géza von Cziffra) en An jedem Finger zehn (Erik Ode). Samen met Bully Buhlan zong ze de hit Es liegt was in der Luft (1954), die een groot succes werd. Verdere titels met Buhlan (deels ook met Paul Kuhn, Der Seeräuber-Johnny) volgden in de komende jaren. Net als Buhlan speelde ze een grotere rol in Theo Lingen's film Wie werde ich Filmstar?, die in 1955 in de bioscopen werd uitgebracht. In 1956 verscheen ze in de muziekfilm Symphony in Gold van Franz Antel.
Ze speelde andere schlagers in met de orkesten van Bert Kaempfert en Kurt Edelhagen. Ze nam ook titels op als Rumbango en That Man at the Table Got Blues voor de Britse markt. In november 1956 vertolkte ze populaire titels uit haar thuisland voor Duitse televisiepubliek in de show Karibische Romance. Haar Calypso Blues met de Brute Force Steel Band werd uitgebracht in 1957. In 1958 stapte ze over naar Ariola Records en nam onder begeleiding van het Macky Kasper Orchestra Chanson d’amour, Mr Wonderful, Sieh' mal nach, ob der Mond noch scheint en andere nummers op. In 1959 speelde ze in de speelfilm Mädchen für die Mambo-Bar (Wolfgang Glück), waarvoor ze ook een single uitbracht met het thema melodie. Het DDR-label Amiga bracht in 1961 een ep uit. De samenwerking eindigde echter met de bouw van de muur. In de daaropvolgende jaren verscheen ze herhaaldelijk bij tv-shows. Ze onderbrak haar carrière halverwege de jaren 1960 om in 1970 een internationale comeback te maken met titels als When Joey Comes Around. Naar verluidt trad ze ook op in jazzgala's in de DDR.

## Overlijden
Mona Baptiste overleed in juni 1993 op 65-jarige leeftijd.

## Discografie
- 1953: Merci Beaucoup / Wer Mich Küßt, Ist Gefangen (schellak, 10")
- 1954: Wo Ist Der Eine? / Ja, Das Küssen (7", single)
- 1954: Mona Baptiste, Bully Buhlan, Michael Jary Film-Orchester* – Es Liegt Was in Der Luft / Liebesgeständnis (Aber Bei Nacht) (schellak, 10", single)
- 1955: O Jackie-Joe (7", single, mono)
- 1956: Mona Baptiste Presents (7", ep)
- 1956: Mona Baptiste, Bully Buhlan – Eine Frau Muß Man Küssen (7", single)
- 1956: A Woman's Love Is Never Done / You're Wrong, All Wrong (schellak, 10")
- 1956: Mona Baptiste Presents Volume 2 (7", ep)
- 1956: Vorbei... / No, No, No (7", single)
- 1957: Mona Baptiste, Roberto Del Gado Y Su Conjunto – Tales of the Caribbean (7", ep)
- 1959: Die Mädchen Aus Der Mambo-Bar • Boy, Komm Und Küß Mich (7", single, mono)
- 1970: When Joey Comes Around / Baby, This Is Fate (7")
- 1971: Come And Live in My World (7", single)

## Filmografie
- 1954: The Telephone Operator
- 1954: Tanz in der Sonne
- 1954: An jedem Finger zehn
- 1955: How Do I Become a Film Star?
- 1955: The Star of Rio
- 1956: Symphonie in Gold
- 1959: Girls for the Mambo-Bar
- 1968: Sünde mit Rabat
- 1971: Glückspilze